# Вале Козей
Казійська долина (рум. Vale Kozey) — балка в Україні у Ізмаїльському районі Одеської області. Крізь долину стікає тимчасовий струмок, права притока річки Нерушай (басейн Дунаю).

## Опис
Довжина балки приблизно 9,12 км, найкоротша відстань між витоком і гирлом — 7,91 км, коефіцієнт звивистості річки — 1,15. Формується декількома струмками та загатами. На деяких ділянках балка пересихає.

## Розташування
Бере початок на північно-східній стороні від села Дмитрівки. Тече переважно на південний схід через Козийську долину і на південно-західній стороні від села Миколаївки впадає у річку Нерушай, ліву притоку дунайського гирла Мурзи.

## Цікаві факти
- На балці існують газгольдери та газові свердловини[2].